# Comisión Intersecretarial para la Prevención Social de la Violencia y la Delincuencia
La Comisión Intersecretarial para la Prevención Social de la Violencia y la Delincuencia es un organismo de la administración pública del gobierno federal de México con carácter de permanente. Tiene por objeto coordinar a las dependencias del gobierno federal en lo relativo a la prevención social de la violencia y la delincuencia. Fue creado mediante acuerdo presidencial el 11 de febrero de 2013 e instalado al día siguiente por el presidente Enrique Peña Nieto.[cita requerida]

## Antecedentes
Apenas asumido el cargo de presidente de México, el 1 de diciembre de 2012, Enrique Peña Nieto estableció una estrategia de gobierno basada en 5 ejes y 13 acciones concretas. La primera de esas acciones fue la de crear un Programa Nacional de Prevención del Delito a fin de lograr una disminución de los índices delictivos en México desde un enfoque preventivo. El plan se enfoca en 147 municipios y las zonas metropolitanas más importantes del país y sus acciones se centran en el combate a las adicciones, la violencia intrafamiliar, violencia en las escuelas y a los problemas de aprendizaje.
Para llevar a cabo esta estrategia se creó la Comisión Intersecretarial para la Prevención Social de la Violencia y la Delincuencia, misma que se concretó mediante la publicación del Acuerdo del presidente, publicado en el Diario Oficial de la Federación el 11 de febrero de 2013. Por último la Comisión fue instalada al día siguiente en Aguascalientes por el presidente Enrique Peña Nieto.

## Funciones
De acuerdo a lo que dice el Acuerdo de creación, la Comisión tiene las siguientes funciones:
1. Emitir sus reglas de organización y funcionamiento, plan de trabajo y calendario de sesiones ordinarias;
2. Participar en la definición de las prioridades institucionales en materia de prevención social de la violencia y la delincuencia;
3. Propiciar que el gasto que ejerzan las dependencias que la integran se encuentre alineado a la planeación nacional en materia de prevención social de la violencia y la delincuencia, en términos de los instrumentos programáticos aplicables;
4. Participar en el diseño de políticas, programas y acciones en materia de prevención social de la violencia y la delincuencia y coordinar su ejecución, considerando la participación interinstitucional con enfoque multidisciplinario y propiciando su articulación, homologación y complementariedad;
5. Dar seguimiento a los apoyos económicos otorgados por parte del Gobierno Federal a empresas sociales, de conformidad con las disposiciones aplicables;
6. Participar en el diseño de esquemas de capacitación laboral y de competencias para empresas sociales y coordinar su implementación;
7. Analizar la incidencia del gasto de las políticas públicas coordinadas para la prevención social de la violencia y la delincuencia en la reducción de los índices delictivos;
8. Analizar la conveniencia de reorientar recursos hacia acciones que permitan reducir los factores que generan violencia o delincuencia en la población y, en su caso, recomendar los ajustes presupuestales y programáticos pertinentes;
9. Impulsar el establecimiento de esquemas de participación ciudadana y comunitaria;
10. Analizar el marco normativo aplicable en materia de prevención social de la violencia y la delincuencia y, en su caso, realizar las propuestas conducentes;

## Estructura
También de acuerdo al acuerdo de creación, la Comisión se integra por los titulares de las siguientes secretarías de estado:
- Secretaría de Gobernación. Presidente de la Comisión.
- Secretaría de Hacienda y Crédito Público
- Secretaría de Desarrollo Social
- Secretaría de Economía
- Secretaría de Comunicaciones y Transportes
- Secretaría de Educación Pública
- Secretaría de Salud
- Secretaría del Trabajo y Previsión Social
- Secretaría de Desarrollo Agrario, Territorial y Urbano